# Sjøvegan
Sjøvegan (nordsamisk: Vuotnasiida) er en by der er administrationsby i Salangen kommune i Troms og Finnmark fylke i Norge. Byen har 731 indbyggere (2012) . Sjøvegan ligger ved Sagfjorden, der er den inderste del af fjorden Salangen.
Man kan komme til Sjøvegan via riksveg 84, som fører mod syd til Lavangen og nordover til Sørreisa, eller riksveg 851, som forbinder Sjøvegan med E6. Der går også hurtigbåd fra Harstad til Salangsverket eller komme via Elvenes flyplass. Der er flere småbådshavne og kajer.
Sjøvegan er skole- og handelsenteret i kommunen, med børneskole på Vasshaug og Sjøvegan centrum, ungdomsskole, videregående skole, center for videreuddannelse, børnehave, kommunehus, kulturhus, ligningskontor, lensmandskontor, helsesenter, tandlæge, psykiatrisk poliklinik med mere. Salangen IF har idrætsanlæg i Sjøvegan. Salangen kirke fra 1981 ligger i byen.
Navnet Sjøvegan betyder «søvejene», det vil sige vejene ned til havet. I 1910 boede der 313 mennesker i Sjøvegan, som da også ble kaldt Sjøveien.